# Фудбалска репрезентација Тринидада и Тобага
Фудбалска репрезентација Тринидада и Тобага фудбалски тим који представља Тринидад и Тобаго на међународним такмичењима и под управом је Фудбалског савеза Тринидада и Тобага.

## Тренутни састав
Голмани:
- 1 - Марвин Филип
- 21 - Никлас Френдеруп
- 22 - Адријан Фонсет

Одбрана:
- 2 - Обри Дејвид
- 3 - Џоевин Џоунс
- 4 - Шелдон Бато
- 5 - Данејл Сајрус
- 6 - Кестон Џулијен
- 15 - Куртис Гонзалес
- 16 - Алвин Џоунс
- 18 - Тристан Хоџ

Средина:
- 7 - Кордел Като
- 8 - Калим Хајланд
- 9 - Нејтан Луис
- 10 - Атула Герера
- 12 - Аким Хамфри
- 13 - Дуан Макет
- 20 - Џомал Вилијамс
- 23 - Лестон Пол

Напад:
- 11 - Лестер Пелтије
- 17 - Исаја Ли